# D.I.C.E. Award de Conquista na Direção de Jogo
D.I.C.E. Award de Conquista na Direção de Jogo (do original em inglês, D.I.C.E. Award for Outstanding Achievement in Game Direction) é um dos prêmios oferecidos anualmente durante o D.I.C.E. Awards apresentados pela Academia de Artes e Ciências Interativas (AIAS) desde a cerimônia de 2009 da premiação, no qual homenageou os melhores diretores de jogos lançados em 2008. É uma das principais categoria da cerimônia ao lado do Jogo do Ano, e é oferecida aos diretores ou equipe de diretores dos jogos eletrônicos que melhor combinem suas habilidades para formar a perfeita visão, gestão, execução, estética e design de uma experiência do entretenimento interativa coesa.
O atual vencedor desta categoria é Greg Kasavin da Supergiant Games, diretor de criação do jogo Hades (2020).

## Contexto
Durante o Interactive Achievement Awards (que em 2013 foi rebatizado para D.I.C.E. Awards) teve seu início, a principal categoria para homenagear os diretores de seus respectivos jogos lançados anualmente era a de Jogo de Console do Ano, mas que devido a uma reorganização nas categorias da premiação feitas pela Academia de Artes e Ciências Interativas no fim de 2018, a mesma foi descontinuada para dar início a uma categoria própria para a direção de jogos, semelhante a de Melhor Direção do Oscar oferecida pela Academia de Artes e Ciências Cinematográficas. O prêmio reconhece o papel do diretor de criação e diretor de jogo, principais mentes responsáveis por orientar e moldar um jogo eletrônico.

## Indicados e vencedores
Os vencedores são listados em negrito e destacados em amarelo:

### Década de 2000
| Ano         | Diretor(es)                | Jogo                                     | Ref.  |
| ----------- | -------------------------- | ---------------------------------------- | ----- |
| 2008 (12th) | Mark Healey                | LittleBigPlanet                          | [ 2 ] |
| 2008 (12th) | Todd Howard                | Fallout 3                                | [ 2 ] |
| 2008 (12th) | Cliff Bleszinski           | Gears of War 2                           | [ 2 ] |
| 2008 (12th) | Mike Booth                 | Left 4 Dead                              | [ 2 ] |
| 2008 (12th) | Hideo Kojima               | Metal Gear Solid 4: Guns of the Patriots | [ 2 ] |
| 2009 (13th) | Amy Hennig e Bruce Straley | Uncharted 2: Among Thieves               | [ 3 ] |
| 2009 (13th) | Patrice Désilets           | Assassin's Creed II                      | [ 3 ] |
| 2009 (13th) | Sefton Hill                | Batman: Arkham Asylum                    | [ 3 ] |
| 2009 (13th) | Tim Schafer                | Brütal Legend                            | [ 3 ] |
| 2009 (13th) | Jenova Chen                | Flower                                   | [ 3 ] |

Legenda
A 1.ª coluna é baseada no ciclo de premiação do ano civil anterior à data da cerimônia de premiação; por exemplo, todos os prêmios dados para "2009" foram entregues aos diretores em uma cerimônia de 2009.

### Década de 2010
| Ano         | Diretor(es)                                                                          | Jogo                                    | Ref.   |
| ----------- | ------------------------------------------------------------------------------------ | --------------------------------------- | ------ |
| 2010 (14th) | Christian Cantamessa e Steve Martin                                                  | Red Dead Redemption                     | [ 4 ]  |
| 2010 (14th) | Patrick Plourde                                                                      | Assassin's Creed: Brotherhood           | [ 4 ]  |
| 2010 (14th) | Tameem Antoniades                                                                    | Enslaved: Odyssey to the West           | [ 4 ]  |
| 2010 (14th) | Arnt Jensen                                                                          | LIMBO                                   | [ 4 ]  |
| 2010 (14th) | Casey Hudson                                                                         | Mass Effect 2                           | [ 4 ]  |
| 2011 (15th) | Todd Howard                                                                          | The Elder Scrolls V: Skyrim             | [ 5 ]  |
| 2011 (15th) | Sefton Hill                                                                          | Batman: Arkham City                     | [ 5 ]  |
| 2011 (15th) | Brendan McNamara                                                                     | L.A. Noire                              | [ 5 ]  |
| 2011 (15th) | Joshua Weier                                                                         | Portal 2                                | [ 5 ]  |
| 2011 (15th) | Amy Hennig e Justin Richmond                                                         | Uncharted 3: Drake's Deception          | [ 5 ]  |
| 2012 (16th) | Jenova Chen                                                                          | Journey                                 | [ 6 ]  |
| 2012 (16th) | Harvey Smith e Raphaël Colantonio                                                    | Dishonored                              | [ 6 ]  |
| 2012 (16th) | Patrick Plourde e Patrik Méthé                                                       | Far Cry 3                               | [ 6 ]  |
| 2012 (16th) | Ian Dallas                                                                           | The Unfinished Swan                     | [ 6 ]  |
| 2012 (16th) | Sean Vanaman, Jake Rodkin, Dennis Lenart, Eric Parsons, Nick Herman e Sean Ainsworth | The Walking Dead                        | [ 6 ]  |
| 2013 (17th) | Bruce Straley e Neil Druckmann                                                       | The Last of Us                          | [ 7 ]  |
| 2013 (17th) | Josef Fares                                                                          | Brothers: A Tale of Two Sons            | [ 7 ]  |
| 2013 (17th) | Leslie Benzies                                                                       | Grand Theft Auto V                      | [ 7 ]  |
| 2013 (17th) | Lucas Pope                                                                           | Papers, Please                          | [ 7 ]  |
| 2013 (17th) | Rex Crowle                                                                           | Tearaway                                | [ 7 ]  |
| 2014 (18th) | Michael de Plater                                                                    | Middle-earth: Shadow of Mordor          | [ 8 ]  |
| 2014 (18th) | Luke Whittaker                                                                       | Lumino City                             | [ 8 ]  |
| 2014 (18th) | Neil McFarland                                                                       | Monument Valley                         | [ 8 ]  |
| 2014 (18th) | Sean Vesce                                                                           | Never Alone                             | [ 8 ]  |
| 2014 (18th) | Adrian Chmielarz                                                                     | The Vanishing of Ethan Carter           | [ 8 ]  |
| 2015 (19th) | Todd Howard                                                                          | Fallout 4                               | [ 9 ]  |
| 2015 (19th) | Raoul Barbet e Michel Koch                                                           | Life is Strange                         | [ 9 ]  |
| 2015 (19th) | Brian Horton, Daniel Neuburger e Noah Hughes                                         | Rise of the Tomb Raider                 | [ 9 ]  |
| 2015 (19th) | Toby Fox                                                                             | Undertale                               | [ 9 ]  |
| 2015 (19th) | Konrad Tomaszkiewicz, Mateusz Kanik e Sebastian Stępień                              | The Witcher 3: Wild Hunt                | [ 9 ]  |
| 2016 (20th) | Arnt Jensen                                                                          | INSIDE                                  | [ 10 ] |
| 2016 (20th) | Navid Khonsari                                                                       | 1979 Revolution: Black Friday           | [ 10 ] |
| 2016 (20th) | Eric Holmes e Stefan Strandberg                                                      | Battlefield 1                           | [ 10 ] |
| 2016 (20th) | Fumito Ueda                                                                          | The Last Guardian                       | [ 10 ] |
| 2016 (20th) | Bruce Straley e Neil Druckmann                                                       | Uncharted 4: A Thief's End              | [ 10 ] |
| 2017 (21st) | Hidemaro Fujibayashi                                                                 | The Legend of Zelda: Breath of the Wild | [ 11 ] |
| 2017 (21st) | Jason Roberts                                                                        | Gorogoa                                 | [ 11 ] |
| 2017 (21st) | Mathijs de Jonge                                                                     | Horizon Zero Dawn                       | [ 11 ] |
| 2017 (21st) | Kurt Margenau e Shaun Escayg                                                         | Uncharted: The Lost Legacy              | [ 11 ] |
| 2017 (21st) | Ian Dallas                                                                           | What Remains of Edith Finch             | [ 11 ] |
| 2018 (22nd) | Cory Barlog                                                                          | God of War                              | [ 12 ] |
| 2018 (22nd) | Ken Wong                                                                             | Florence                                | [ 12 ] |
| 2018 (22nd) | Brian Horton, Bryan Intihar, Marcus Smith e Ryan Smith                               | Marvel's Spider-Man                     | [ 12 ] |
| 2018 (22nd) | Aaron Garbut, Dan Houser, Phil Hooker, Rob Nelson e Sam Houser                       | Red Dead Redemption 2                   | [ 12 ] |
| 2018 (22nd) | Lucas Pope                                                                           | Return of the Obra Dinn                 | [ 12 ] |
| 2019 (23rd) | Mikael Kasurinen                                                                     | Control                                 | [ 13 ] |
| 2019 (23rd) | Adam Robinson-Yu                                                                     | A Short Hike                            | [ 13 ] |
| 2019 (23rd) | Robert Kurvitz                                                                       | Disco Elysium                           | [ 13 ] |
| 2019 (23rd) | Alex Beachum                                                                         | Outer Wilds                             | [ 13 ] |
| 2019 (23rd) | Michael McMaster, Jake Strasser, Nico Disseldorp e Stuart Gillespie-Cook             | Untitled Goose Game                     | [ 13 ] |

Legenda
A 1.ª coluna é baseada no ciclo de premiação do ano civil anterior à data da cerimônia de premiação; por exemplo, todos os prêmios dados para "2010" foram entregues aos diretores em uma cerimônia de 2011.

### Década de 2020
| Ano         | Diretor(es)                                    | Jogo                   | Ref.   |
| ----------- | ---------------------------------------------- | ---------------------- | ------ |
| 2020 (24th) | Greg Kasavin                                   | Hades                  | [ 14 ] |
| 2020 (24th) | Nate Fox e Jason Connell                       | Ghost of Tsushima      | [ 14 ] |
| 2020 (24th) | Jay Pinkerton e Sean Vanaman                   | Half-Life: Alyx        | [ 14 ] |
| 2020 (24th) | Ben Babbitt, Jake Elliott e Tamas Kemenczy     | Kentucky Route Zero    | [ 14 ] |
| 2020 (24th) | Anthony Newman, Kurt Margenau e Neil Druckmann | The Last of Us Part II | [ 14 ] |